# Roue de Falkirk
La roue de Falkirk, en anglais Falkirk Wheel, est un ascenseur à bateaux rotatif, reliant le Forth and Clyde Canal à l'Union Canal, près de la ville de Falkirk dans le centre de l'Écosse. L'ouverture de l'ascenseur en 2002 fait se rejoindre les deux canaux pour la première fois depuis les années 1930 dans le cadre du plan de Millennium Link.
Le projet de remise en valeur des canaux de la Central Belt écossaise pour relier Glasgow à Édimbourg a été mené par British Waterways et soutenu et financé par sept représentants locaux des pouvoirs publics, par le réseau de la Scottish Enterprise (en) ainsi que le Fonds européen de développement régional et la Commission du Millénaire. Les chefs du projet ont décidé dès l'origine de faire de cette construction un édifice radicalement ancré dans le XXIe siècle plutôt que de recréer l'ancien escalier d'écluses.
Le système d'ascenseur permet d'élever les bateaux de 24 m mais l'Union Canal est situé encore 11 m plus en hauteur ; les bateaux doivent donc franchir deux écluses pour le rejoindre. Cette « roue » est un modèle unique au monde, et constitue une œuvre remarquable d'ingénierie civile qui attire de nombreux touristes. Fonctionnant selon un principe plus classique, l'ascenseur à bateaux d'Anderton, dans le Cheshire, est le seul autre équipement de ce type au Royaume-Uni.

## Histoire

### Liaison avant 1933
Les deux canaux desservis par la roue étaient auparavant reliés par une série de onze écluses,. Le dénivelé de 35 mètres nécessitait 3 500 tonnes d'eau par passage et la durée de la montée s'étalait sur une grande partie de la journée.
Ce système tombe en désuétude au début des années 1930 et, en 1933, les écluses sont démontées,. Le Forth and Clyde Canal est fermé à la fin de l'année 1962 et, au milieu des années 1970, l'Union Canal est bouché à ses deux extrémités ; l'installation de buses à deux endroits et la présence de nombreux tuyaux dus à la construction d'un lotissement le rendent impraticable. Le comité British Waterways (BW) est créé le 1er janvier 1963, date de la fermeture du Forth and Clyde Canal. Cet organisme a pour objectif d'établir un grand plan quant à l'utilisation future des canaux du Royaume-Uni,.
En 1976, le comité décide lors d'une rencontre avec les conseils locaux que les sections encore navigables Forth and Clyde Canal, dont le tracé a été fragmenté par diverses constructions, doivent être préservées grâce à la construction de ponts suffisamment hauts pour laisser passer les bateaux et par le maintien en service des écluses encore existantes. Le coût du rétablissement complet de la voie navigable de la Mer du Nord à l'Océan Atlantique fut cependant jugé trop important mais du moins ne fallait-il pas la dégrader davantage. En 1979, un rapport d'enquête mentionne 69 obstacles à la navigation et demande les avis de vingt groupes d'individus[pas clair] concernés sur le Plan Local du Forth and Clyde Canal de 1980.

### Suggestion du projet
En 1993, une loi sur l'utilisation des fonds générés par la National Lottery est à l'origine de la Commission du Millénaire : les bénéfices seront destinés au financement de « grandes causes ». En 1996, la Commission juge les capitaux suffisants et propose de soumettre différentes candidatures de projets variés et « dignes d'intérêt qui marqueraient l'an 2000 et le passage à un nouveau millénaire. ». Il était convenu que la Commission ne financerait qu'à moitié les projets retenus, la somme restante devant être fournie par les maîtres d'ouvrage.
BW avait déjà envisagé un plan pour relier à nouveau les deux canaux à l'issue d'un projet qui aurait totalement pris en charge le coût de l'entreprise. En 1994, BW communique sur le projet pour recourir au financement : celui-ci est inclus dans le programme de « Liaison du Millénaire » (Millennium Link) en 1995. Les plans exigeaient que les canaux soient rouverts dans leurs dimensions d'origine, avec un tirant d'air de trois mètres. Le budget du projet dans son ensemble était de 78 millions de livres sterling (soit près de 93 millions d'euros).
Le 14 février 1997, la Commission déclare qu'elle va financer la Liaison à hauteur de 32 millions de livres, soit 41,02 % du coût total. Le coût de la « roue » et de son bassin est estimé à 17 millions de livres, plus d'un cinquième du budget total. Les 46 millions restants nécessaires pour commencer la construction sont fournis au cours des deux années suivantes par British Waterways et Scottish Enterprise ; sept conseils locaux apportent leur contribution. Le Fonds européen de développement régional aide à financer le projet avec une contribution qui s'élève à 8,6 millions de livres.

### Conception visuelle
En 1999, la coentreprise Morrison-Bachy Soletanche propose un concept ressemblant à une grande roue avec quatre nacelles. Tous les membres du projet s'accordent sur la fonctionnalité de la proposition mais BW n'y voit pas le joyau de l'exposition attendu,. C'est une équipe de vingt architectes et ingénieurs expérimentés qui repense le projet sous la direction de Tony Kettle (en) de l'agence RMJM pendant trois semaines au cours de l'été 1999,,. Le résultat final est la combinaison des efforts de British Waterways, du bureau d'études Arup, de Butterley Engineering (en) et de RMJM.
Kettle a utilisé les Lego de sa fille de huit ans pour mettre au point certains éléments de l'édifice : c'est une telle maquette qu'il montre aux clients et aux donateurs,. L'apparence du centre d'accueil des visiteurs est également le fruit du travail d'un architecte de l'agence RMJM, Paul Stallan,.
La conception visuelle compte parmi ses sources d'inspiration la hache celte à double tranchant, l'hélice d'un navire ou encore la cage thoracique d'une baleine. Kettle dit de la Roue qu'elle est « une chose belle, gracieuse comme la colonne vertébrale d'un poisson » alors que la Royal Fine Art Commission for Scotland la qualifie de « sculpture contemporaine ».
Les maquettes et les dessins de la Roue de Falkirk ont été exposés en 2012 au Victoria and Albert Museum à Londres. Elle est visible sur le verso du billet de 50 livres sterling émis par la Banque d’Écosse depuis 2007. Ces billets commémorent les grandes réalisations techniques écossaises à travers la représentation de plusieurs ponts comme le Viaduc de Glenfinnan et le Pont du Forth.

### Construction

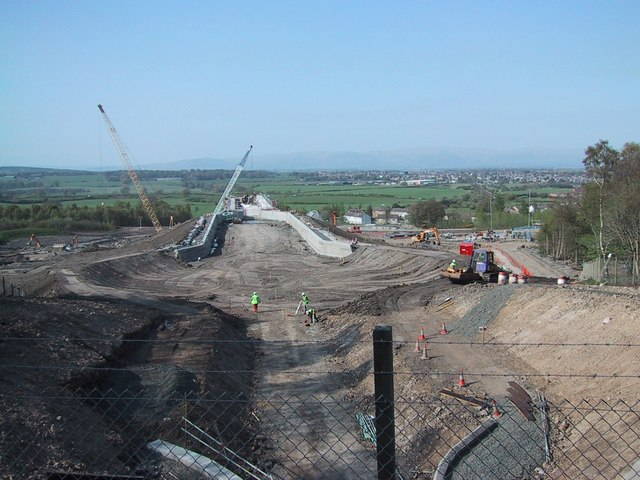
Le bassin en construction en 2001.

En mars 1999, le Secrétaire d'État pour l'Écosse coupe la première motte de gazon au niveau de l'écluse 31 du Forth and Clyde Canal, cela marque symboliquement le début des travaux. En tout, plus de 1 000 personnes sont employées pour la construction de la Roue, qui a été prévue pour fonctionner pendant 120 ans,.
La roue a été totalement construite et assemblée à l'usine de Betterley Engineering, à Ripley dans le Derbyshire. Pendant l'été 2001, la structure est démontée et transportée jusqu'à Falkirk au moyen de 35 chargements de camions. L'armature est alors assemblée au sol en cinq parties et élevée sur place. La construction du canal a demandé l'excavation de 250 000 m3 de déblais, la mise en place d'un canal souterrain de huit mètres de diamètre, des ponts-canaux de 20 m et de 120 m de longueur, trois systèmes d'écluses, plusieurs ponts et également 600 m de route latérale au canal. Le tunnel de Roughcastle, long de 180 m, a été réalisé en trois étapes : les deux quarts du tunnel les plus élevés ont été creusés à l'aide d'une excavatrice standard ; la partie basse est terrassée au moyen d'une raboteuse routière modifiée pour enlever des couches de 100 mm ce qui réduit le temps de construction de deux semaines et le coût de 15 %.

### Considérations techniques
Des mines à ciel ouvert d'argile et de charbon ainsi qu'une usine de goudron se trouvaient autrefois dans les emprises du projet ; cette dernière activité a eu pour effet de polluer le canal en goudron et en mercure,. Les remblais de grès sur 20 m d'épaisseur ne formaient pas une base assez solide pour y implanter les fondations : l'emploi de pieux de béton de 30 m par 22 m permet d'atteindre la roche-mère.
Puisque la roue bascule dans des directions différentes, la contrainte imposée à la structure est variable et certaines parties subissent des renversements de la tension exercée. Pour éviter la fatigue qui aurait pu mener à des fissures, des tronçons furent boulonnés plutôt que soudés : 14 000 boulons et 45 000 trous de boulon ont été nécessaires,,.
Le pont-canal conçu par ARUP fut d'abord qualifié d'« inconstructible » mais, grâce à des barres d'armature de 40 mm, sa construction fut finalement rendue possible. Les plans d'origine indiquent également que le canal aurait dû traverser le Mur d'Antonin mais une pétition fit préférer à cette idée celle de la mise en place de deux écluses et d'un tunnel passant sous le mur.
Une fois complété, le système d'ascenseur permet d'élever les bateaux de 24 mètres.

### Inauguration
La reine Élisabeth II a inauguré la Roue de Falkirk le 24 mai 2002 dans le cadre des célébrations de son Jubilé d'or. Cependant, l'événement a connu un retard d'un mois ayant pour cause un acte de vandalisme : l'ouverture forcée des portes de la Roue avait inondé un puits à sec entraînant des dommages sur l'équipement électrique et hydraulique. Le coût de la réparation est estimé à 350 000 livres,.

## Fonctionnement

### Structure
Le diamètre total de la roue est de 35 m ; les bras opposés s'étendent sur 15 m autour de l'essieu ce qui confère à l'ensemble la forme d'une hache à double tranchant,,. Chaque paire de bras est fixée à l'essieu central de 3,8 m de diamètre et de 28 m de longueur. Aux extrémités des bras opposés est situé un caisson rempli d'eau d'une capacité de 250 000 litres.
Les deux caissons transportent à chaque passage une masse totale de 600 tonnes : à la masse des bateaux et de l'eau s'ajoute celle des deux nacelles, soit environ 100 tonnes au total. Le niveau d'eau doit être maintenu le même dans chaque nacelle afin d'équilibrer les masses aux extrémités des bras. Le principe de la poussée d'Archimède explique qu'un corps flottant déplace l'équivalent en eau de sa propre masse : quand le bateau se place dans la nacelle, la masse de l'eau qui en sort est identique,. Les niveaux d'eau dans les deux nacelles opposées sont équilibrés à 37 mm près grâce à un système informatisé qui couvre l'ensemble du site. Ce système contient notamment des détecteurs de niveau d'eau ainsi que des pompes et les écluses automatisées,. L'alimentation des dix moteurs hydrauliques ne demande que 22,5 kilowatts, soit 1,5 kWh par bascule : c'est à peu près l'énergie qu'il faut pour porter à ébullition huit bouilloires remplies d'eau.
Les deux caissons sont larges de 6,5 m et peuvent contenir jusqu'à quatre péniches de 20 m de long. Les portes étanches situées à chaque extrémité des nacelles s'accolent à celles disposées dans le chenal supérieur et dans le chenal inférieur. La contrainte d'espace disponible a fait préférer des portes s'élevant verticalement à un modèle articulé qui aurait considérablement réduit la longueur de caisson utilisable. Les portes se soulèvent depuis un renfoncement à la base du caisson et, comme la fermeture et l'ouverture se font à quai, elles sont alimentées par un tuyau hydraulique.

### Salle des machines
La zone qui abrite la machinerie entraînant la roue est située dans le dernier pilier du pont-canal : elle est composée de sept pièces reliées par des échelles. On y accède par une porte qui se trouve au niveau du sol ou bien grâce à une entrée disposée à mi-hauteur afin de faciliter l'installation de matériel.
Les transformateurs qui alimentent le mécanisme se trouvent au niveau du sol. Lors de l'inondation causée par un acte de vandalisme en 2002, l'eau a failli atteindre le jeu de barres de 11 kV : il ne s'en est fallu que de 8 cm. Le générateur de secours et l'appareillage électrique sont situés au premier étage : ils ont pour fonction de prendre le relais si le générateur principal tombe en panne. Le deuxième étage abrite deux pompes hydrauliques qui alimentent les moteurs hydrauliques de la salle supérieure. La puissance est directement fournie à l'essieu grâce à dix moteurs hydrauliques qui servent aussi de freins. Chaque moteur est relié à un engrenage qui réduit la vitesse de rotation suivant un rapport de 100:1.

### Mécanisme

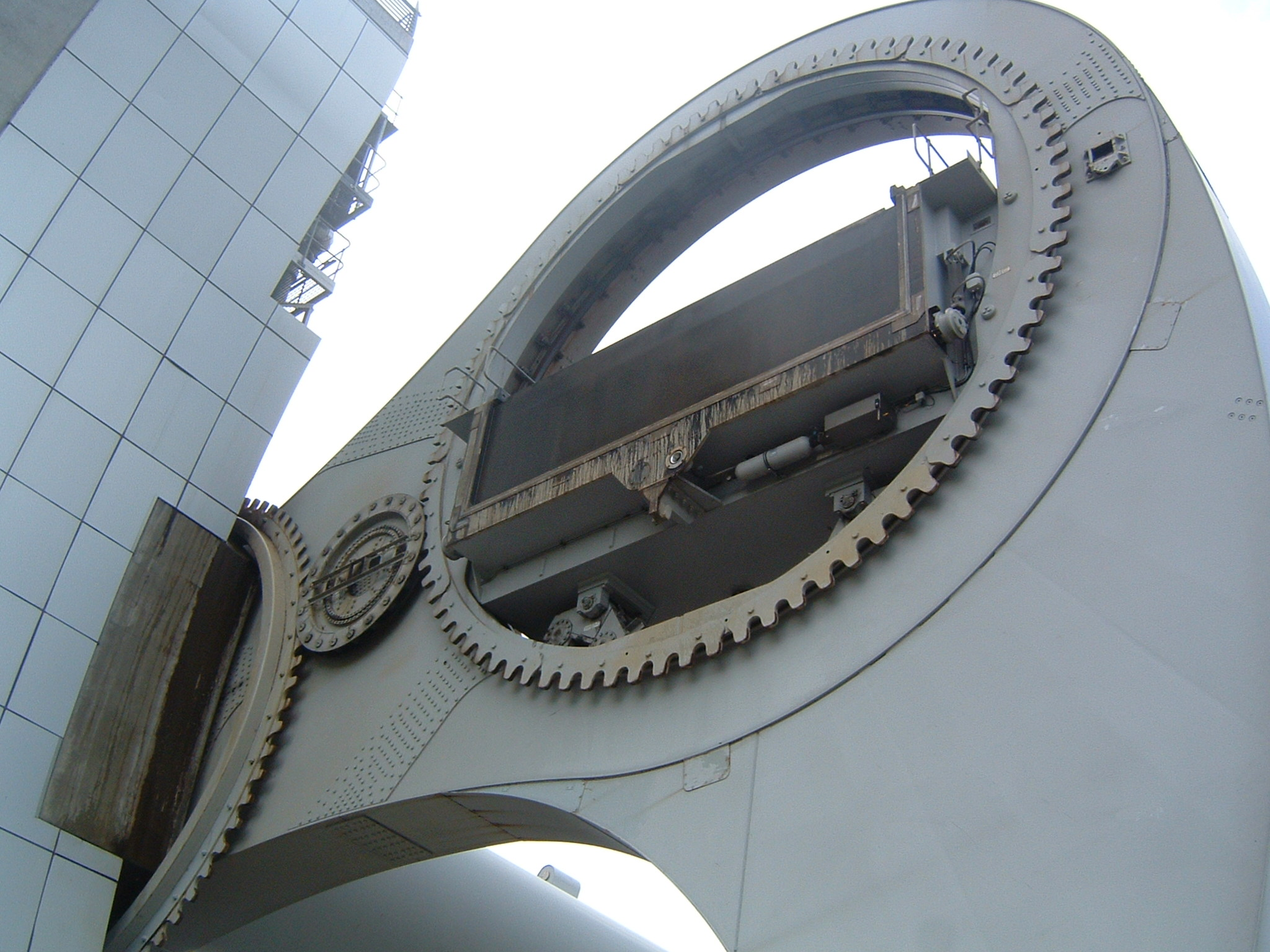
L'engrenage du bras.

Pour conserver un niveau stable, les nacelles doivent accompagner la roue dans sa rotation. Même si la masse des nacelles sur les roulements est généralement suffisante pour les faire pivoter, un engrenage composé de trois grandes roues dentées reliées entre elles par deux roues dentées plus petites garantit le maintien de l'équilibre et d'une vitesse correcte.
Chaque extrémité de la nacelle est montée sur des petites roues disposées sur un rail installé sur la face intérieure des trous de 8 m de diamètre se trouvant des deux côtés des grands bras. La rotation est maîtrisée grâce à une suite de roues dentées : deux roues de plus faible diamètre s'intercalent entre les trois roues de 8 m de diamètre. La roue dentée centrale est installée au-dessus de l'essieu, au niveau de la salle des machines ; cet élément est immobilisé pour l'empêcher de tourner,. Les deux roues les plus petites sont reliées à cette roue centrale. Quand les moteurs alimentent l'essieu et le font tourner, les bras basculent et les deux roues les plus petites s'engrènent autour de la roue centrale : celles-ci tournent plus rapidement que la Roue dans son ensemble mais dans la même direction ; elles entraînent les grandes roues aux extrémités du bras dans une rotation dont la vitesse est similaire à celle de la Roue mais dans le sens inverse. Ce mécanisme permet d'annuler la rotation qu'impriment les bras et les nacelles sont ainsi parfaitement stables.

### Fosse inférieure

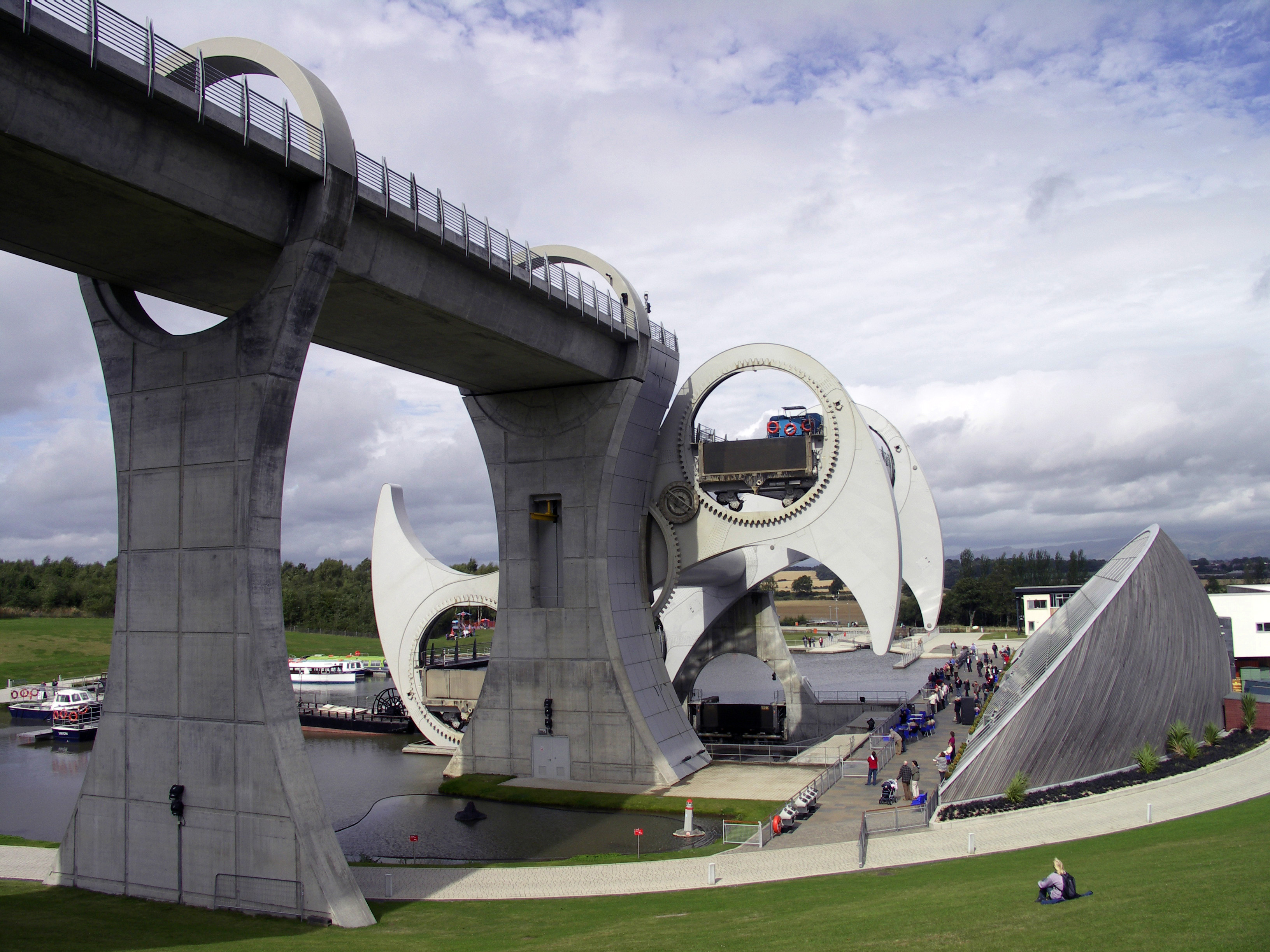
La Roue en mouvement. Le bâtiment sur la droite est le centre d'accueil des visiteurs. La fosse à sec est visible au centre.

La fosse inférieure est semblable à une forme de radoub isolée du bassin au moyen de portes étanches et de pompes à eau. La position verticale arrêtée de la Roue permet aux bateaux de s'insérer ou de sortir du caisson sans inonder cette fosse. L'espace sous le caisson est vide,.
Sans cette fosse, les nacelles et les extrémités du bras seraient immergées à chaque rotation de la Roue. La flottabilité de la nacelle compliquerait alors grandement la rotation.

### Centre d'accueil des visiteurs
Un centre d’accueil est destiné aux visiteurs à l'est du bassin inférieur. Des déplacements en bateau sur la Roue sont proposés une fois par heure en moyenne. Depuis l'ouverture de l'édifice en 2002, environ 4,4 millions de personnes sont venues le visiter, soit 400 000 personnes chaque année ; parmi ces visiteurs, 1,3 million a fait un voyage en bateau,.